# Le Rocher de Cancale
Le restaurant  Au Rocher de Cancale  est un restaurant parisien, aujourd'hui situé au no 78 de la rue Montorgueil (2e arrondissement). Il fut également un restaurant très réputé au XIXe siècle, situé au coin des rues Montorgueil et Greneta, ouvert sous le Consulat et fermé en 1845.

## Historique

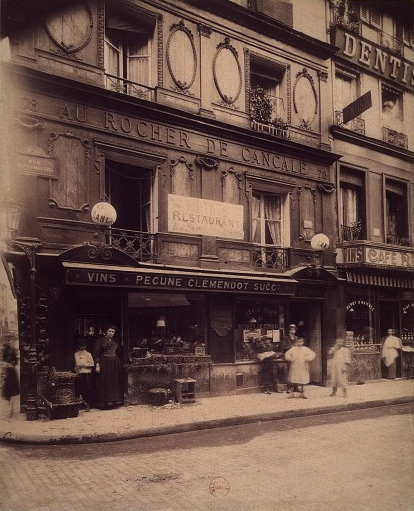
Le restaurant en juillet 1907.

Le Rocher de Cancale fut ouvert sous le Consulat, en lieu et place d'un cabaret vétuste, par un ancien vendeur d'huîtres dans le quartier des Halles, Alexis Balaine, associé à Madame Beauvais. La rue Montorgueil était d’ailleurs le lieu où l'on venait pour consommer des huîtres, dont le Rocher de Cancale se fait le spécialiste. On en consommait à Paris en 1805, 28 000 paniers appelés « cloyères », qui contenaient chacune 50 douzaines, soit 600 coquillages, pour un total de près de 17 millions de mollusques consommés à l'année.
C'est là que défilaient les personnages de La Comédie humaine de Balzac : Henri de Marsay, madame du Val-Noble, Coralie, Lucien de Rubempré, Étienne Lousteau, Dinah de La Baudraye, ainsi que leur créateur, Balzac lui-même. Le restaurant est notamment cité dans : Le Cabinet des Antiques, La Muse du département, Illusions perdues, Splendeurs et misères des courtisanes et d'autres œuvres. On le trouve également dans Gamiani d'Alfred de Musset. 
Balaine vendit le Rocher de Cancale aux dernières heures du Premier Empire à un certain Borel pour 70 000 francs. Ancien maître d'hôtel de Jean-Pierre de Montalivet et formé par la fine fleur de la cuisine de l'Ancien Régime, Borel maintint le Rocher de Cancale à un très haut niveau durant presque trente ans, en entretenant une cave exceptionnelle et une cuisine exigeante. Mais le restaurant décline sous le règne de Louis-Philippe. Sous sa politique libérale, la gamme des restaurants s'élargit et les grandes maisons luxueuses et onéreuses du début du siècle, comme le Rocher de Cancale ou les Frères Provençaux, subissent une nouvelle concurrence. En 1846, le Rocher de Cancale ferme ses portes. 
Le successeur de Balaine, Pierre Frédéric Borrel, fait faillite, et le ferme en 1846. Le restaurant rouvre sous le même nom, dans un autre lieu, rue Richelieu.
En 1806, les « dîners du Vaudeville », organisés par le Caveau, s’y réunissent. La devise est : « Rions, chantons, aimons, buvons

Voilà toute notre morale ».
Puis il revient rue Montorgueil, mais de l'autre côté de la rue, au no 78, grâce à M. Pécune. Dans cet emplacement subsiste encore un Rocher de Cancale, avec, au premier étage, des fresques exécutées par Gavarni. Le bâtiment fait l’objet d’un classement au titre des monuments historiques depuis le 3 mars 1997.
Un établissement du même nom a existé à Bruxelles en 1874.